# František Tůma
František Ignác Antonín Tůma, niem. Franz Ignaz Anton Thuma (ur. 2 października 1704 w Kostelcu nad Orlicą, zm. 30 stycznia 1774 w Wiedniu) – czeski kompozytor.

## Życiorys
Uczył się muzyki u ojca, organisty w kościele parafialnym w Kostelcu nad Orlicą. Następnie przebywał w Pradze, gdzie był chórzystą w kościele św. Jakuba i kształcił się u Bohuslava Černohorskiego. W latach 20. XVIII wieku wyjechał do Wiednia, gdzie był uczniem Johanna Josepha Fuxa, a od początku lat 30. nadwornym kompozytorem i kapelmistrzem hrabiego Franza Ferdinanda Kinsky’ego. W latach 1741–1750 był kapelmistrzem na dworze cesarzowej Elżbiety. Po jej śmierci działał jako kompozytor i instrumentalista (viola da gamba, teorban). W 1768 roku, po rozstaniu się z żoną, wstąpił do klasztoru Geras, przyjmując imię zakonne Seraf. Pod koniec życia wrócił do Wiednia, gdzie przebywał w klasztorze norbertanów w Leopoldstadt.

## Twórczość
Skomponował około 60 mszy, 3 magnifikaty, Te Deum, 29 nieszporów i psalmów, 25 motetów, offertoria i graduały, 20 litanii, 13 antyfon maryjnych, 8 hymnów, 13 symfonii, 18 partit na instrumenty smyczkowe, 16 sonat, fugę na organy.
Jego twórczość pozostaje pod wpływem Johanna Josepha Fuxa, wykazuje cechy typowe jeszcze dla baroku. W muzyce religijnej Tůmy dominuje obsada chóralna, polifoniczne prowadzenie głosów jest świadectwem dobrego opanowania reguł kontrapunktu. Twórczość kompozytora nie wzbudziła zainteresowania współczesnych i pozostała w rękopisach, jej renesans nastąpił w XX wieku.